# Порт-Хоксбери
Порт Хоксбери (Baile a 'Chlamhain на шотландском гэльском языке) — канадский город, расположенный в округе Инвернесс, Новая Шотландия. Согласно переписи 2011 года в нём проживало 3366 жителей .

## Экономика
С 1962 г. в Порт-Хоксбери функционирует бумажная фабрика, которая является основным работодателем города. Фабрика была отмечена знаком устойчивого развития в сфере лесопользования в 2002 году.
В 2006 году произошёл конфликт между сотрудниками завода и его владельцем, финской группой Stora Enso, за чем последовал локаут, который продлился 10 месяцев . Холдинг NewPage приобрёл завод в 2007 году . По словам руководства, завод перестал приносить прибыль с 2010 года .
Порт-Хоксбери длительное время был процветающим портом, и в 2006 г. по тоннажу перевозимых грузов в Канаде (31,6 млн т.) его превосходил только Ванкувер. Однако из-за упадка местной промышленности порт также постепенно теряет значение (подробнее см. английскую версию статьи).

## Персоналии
- Линн Коуди (1970-), романистка и канадская журналистка.